# Gustav Rümelin
Gustav Rümelin (Ratisbona, 26 de marzo de 1815 – Tubinga, 28 de octubre de 1889) fue un estadístico, pedagogo y escritor alemán.
Tras estudiar teología en la Universidad de Tubinga, se dedicó a la enseñanza, llegando a ser rector de una escuela de latinidad en 1845 y profesor del gymnasium de Heilbronn en 1849.
En 1848 fue uno de los delegados en el Parlamento de Fráncfort.
En 1850 fue llamado a Stuttgart para servir en la Junta de Educación Nacional. Entre 1856 y 1861 dirigió un departamento del Ministerio de Instrucción Pública. En 1861 pasó a dirigir la Oficina Estadística-Topográfica. En 1867 se estableció como profesor de la Universidad de Tubinga, de la que fue nombrado canciller en 1870. 
Además de varios trabajos en el campo de la estadística, publicó obras de todo tipo, entre las que Shakespeare-Studien (2d ed. 1874) se considera una notable contribución a los estudios de la literatura de Shakespeare.

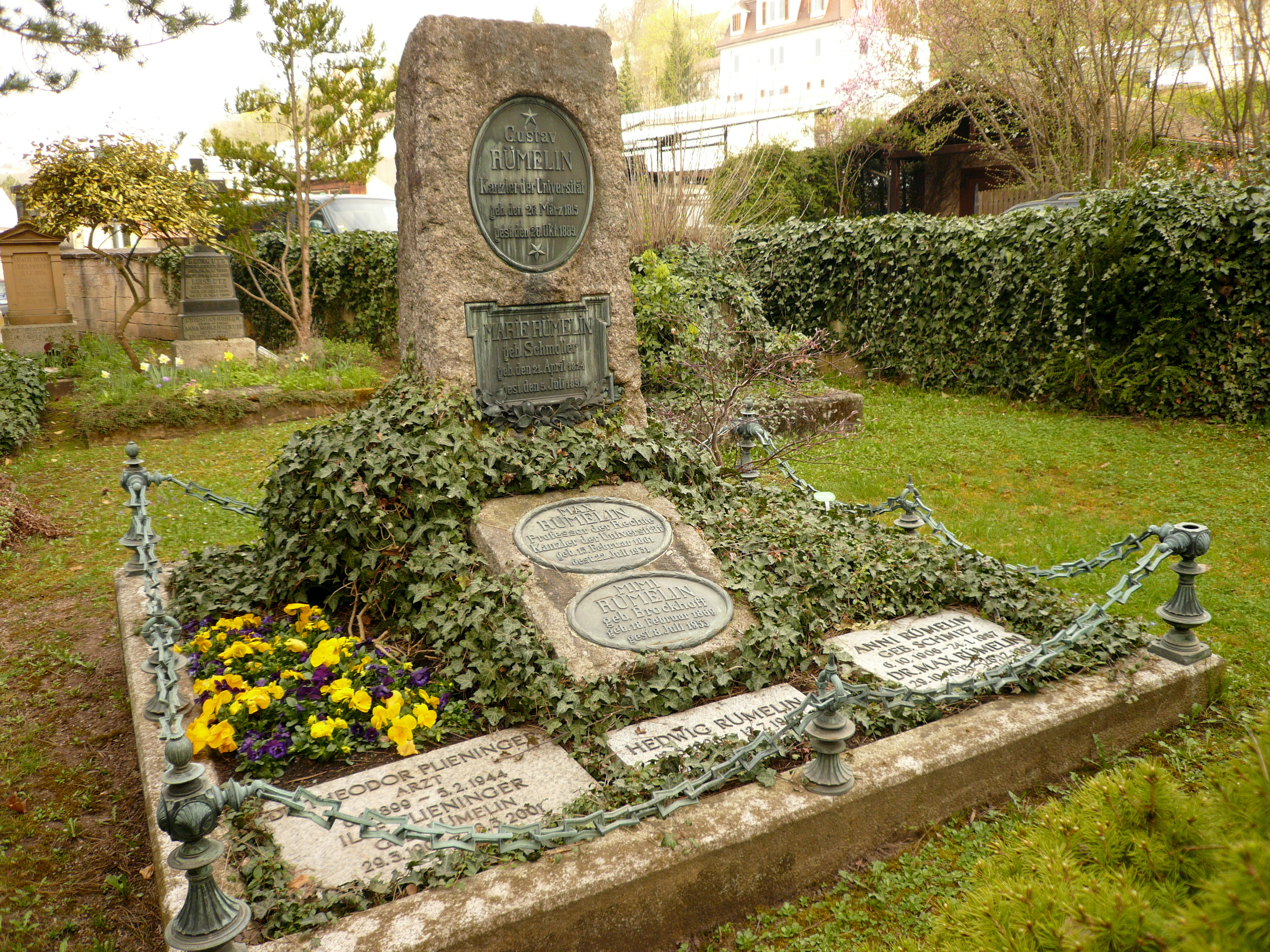
Tumba de Gustav Rümelin en el cementerio de Tubinga.